# Ceylonthelphusa cavatrix
Ceylonthelphusa cavatrix là một loài giáp xác trong họ Parathelphusidae.